# ماجد معيوف
ماجد معيوف لاعب كرة قدم قطري دولي سابق. شارك مع قطر في كأس آسيا 1984.

## السجل في بطولات الاتحاد الدولي لكرة القدم
| العام   | البطولة                          | المباريات | الأهداف |
| ------- | -------------------------------- | --------- | ------- |
| 1981    | كأس العالم تحت 20 سنة لكرة القدم | 6         | 0       |
| 1982    | تصفيات كأس العالم لكرة القدم     | 4         | 0       |
| المجموع | المجموع                          | 10        | 0       |